# Nestor Paiva
Nestor Paiva, nato Nestor Caetano Paiva (Fresno, 30 giugno 1905 – Hollywood, 9 settembre 1966), è stato un attore statunitense.
Ha recitato in oltre 180 film dal 1937 al 1967 ed è apparso in oltre 110 produzioni televisive dal 1950 al 1966.

## Biografia
Nestor Paiva nacque a Fresno, in California, il 30 giugno 1905.
Per la televisione, interpretò, tra gli altri, il ruolo di Teo Gonzales in 15 episodi della serie televisiva Zorro dal 1957 al 1961.
La sua ultima apparizione sul piccolo schermo avvenne nell'episodio Chi ha paura di Nural Shpeni? della serie televisiva Tre nipoti e un maggiordomo, andato in onda il 7 novembre 1966, che lo vede nel ruolo di Fuad, mentre per il grande schermo l'ultima interpretazione risale al film Il fantasma ci sta del 1967 in cui interpreta il padre di Felicity.
Morì a Hollywood, in California, il 9 settembre 1966 e fu seppellito al Forest Lawn Memorial Park.

## Filmografia

### Cinema
- Blazing Barriers, regia di Aubrey Scotto (1937)
- Island Captives, regia di Glenn Kershner (1937)
- Il ragno nero (The Spider's Web), regia di James W. Horne, Ray Taylor (1938)
- Prison Train, regia di Gordon Wiles (1938)
- Ride a Crooked Mile, regia di Alfred E. Green (1938)
- Flying G-Men, regia di James W. Horne, Ray Taylor (1939)
- La signora di mezzanotte (Midnight), regia di Mitchell Leisen (1939)
- La via dei giganti (Union Pacific), regia di Cecil B. DeMille (1939)
- The Girl and the Gambler, regia di Lew Landers (1939)
- The Magnificent Fraud, regia di Robert Florey (1939)
- Beau Geste, regia di William A. Wellman (1939)
- Unseen Guardians, regia di Basil Wrangell (1939) - corto
- Si riparla dell'uomo ombra (Another Thin Man), regia di W. S. Van Dyke (1939)
- Notre Dame (The Hunchback of Notre Dame), regia di William Dieterle (1939)
- The Marines Fly High, regia di George Nichols Jr., Benjamin Stoloff (1940)
- Jack Pot, regia di Roy Rowland (1940)
- Piccolo porto (Primrose Path), regia di Gregory La Cava (1940)
- Phantom Raiders, regia di Jacques Tourneur (1940)
- Lo sparviero del mare (The Sea Hawk), regia di Michael Curtiz (1940)
- La febbre del petrolio (Boom Town), regia di Jack Conway (1940)
- Ha da veni' (He Stayed for Breakfast), regia di Alexander Hall (1940)
- Arrivederci in Francia (Arise, My Love), regia di Mitchell Leisen (1940)
- Non desiderare la donna d'altri (They Knew What They Wanted), regia di Garson Kanin (1940)
- Giubbe rosse (North West Mounted Police), regia di Cecil B. DeMille (1940)
- The Devil's Pipeline, regia di Christy Cabanne (1940)
- Dark Streets of Cairo, regia di Laszlo Kardos (1940)
- I pascoli dell'odio (Santa Fe Trail), regia di Michael Curtiz (1940)
- The Green Hornet Strikes Again!, regia di Ford Beebe, John Rawlins (1940)
- Tall, Dark and Handsome, regia di H. Bruce Humberstone (1941)
- Meet Boston Blackie, regia di Robert Florey (1941)
- Un sacco d'oro (Pot o' Gold), regia di George Marshall (1941)
- L'inafferrabile spettro (Hold That Ghost), regia di Arthur Lubin (1941)
- Dressed to Kill, regia di Eugene Forde (1941)
- Il richiamo del nord (Wild Geese Calling), regia di John Brahm (1941)
- La porta d'oro (Hold Back the Dawn), regia di Mitchell Leisen (1941)
- The Kid from Kansas, regia di William Nigh (1941)
- Rise and Shine, regia di Allan Dwan (1941)
- Sorvegliato speciale (Johnny Eager), regia di Mervyn LeRoy (1941)
- Volo notturno (Fly-By-Night), regia di Robert Siodmak (1942)
- Il segreto sulla carne (The Lady Has Plans), regia di Sidney Lanfield (1942)
- Jail House Blues, regia di Albert S. Rogell (1942)
- Martin Eden (The Adventures of Martin Eden), regia di Sidney Salkow (1942)
- Vento selvaggio (Reap the Wild Wind), regia di Cecil B. DeMille (1942)
- The Girl from Alaska, regia di Nick Grinde e, non accreditato, William Witney (1942)
- Rotta sui Caraibi (Ship Ahoy), regia di Edward Buzzell (1942)
- Ombre di Broadway (Broadway), regia di William A. Seiter (1942)
- Timber!, regia di Christy Cabanne (1942)
- I falchi di Rangoon (Flying Tigers), regia di David Miller (1942)
- King of the Mounties, regia di William Witney (1942)
- For Me and My Gal, regia di Busby Berkeley (1942)
- Avventura al Marocco (Road to Morocco), regia di David Butler (1942)
- Terra di conquista (American Empire), regia di William C. McGann (1942)
- La febbre dell'oro nero (Pittsburgh), regia di Lewis Seiler (1942)
- Chetniks, regia di Louis King (1943)
- Domani sarò tua (The Crystal Ball), regia di Elliott Nugent (1943)
- The Hard Way, regia di Vincent Sherman (1943)
- Don Winslow of the Coast Guard, regia di Lewis D. Collins, Ray Taylor (1943)
- Rhythm of the Islands, regia di Roy William Neill (1943)
- Le spie (Background to Danger), regia di Raoul Walsh (1943)
- Il passo del carnefice (The Fallen Sparrow), regia di Richard Wallace (1943)
- I maestri di ballo (The Dancing Masters), regia di Malcolm St. Clair (1943)
- Il canto del deserto (The Desert Song), regia di Robert Florey (1943)
- Bernadette (The Song of Bernadette), regia di Henry King (1943)
- True to Life, regia di George Marshall (1943)
- Tarzan contro i mostri (Tarzan's Desert Mystery), regia di Wilhelm Thiele (1943)
- Tornado, regia di William Berke (1943)
- Al chiaro di luna (Shine on Harvest Moon), regia di David Butler (1944)
- Il traditore dei mari (Tampico), regia di Lothar Mendes (1944)
- The Falcon in Mexico, regia di William Berke (1944)
- Kismet, regia di William Dieterle (1944)
- Marisa (Music for Millions), regia di Henry Koster (1944)
- L'ombra dell'altro (A Medal for Benny), regia di Irving Pichel (1945)
- Salomè (Salome Where She Danced), regia di Charles Lamont (1945)
- L'uomo del Sud (The Southerner), regia di Jean Renoir (1945)
- La barriera d'oro (Nob Hill), regia di Henry Hathaway (1945)
- Notti d'oriente (A Thousand and One Nights), regia di Alfred E. Green (1945)
- Along the Navajo Trail, regia di Frank McDonald (1945)
- Sensation Hunters, regia di Christy Cabanne (1945)
- Missione di morte (Cornered), regia di Edward Dmytryk (1945)
- I cercatori d'oro (Road to Utopia), regia di Hal Walker (1945)
- Fear, regia di Alfred Zeisler (1946)
- La terra dei senza legge (Badman's Territory), regia di Tim Whelan (1946)
- The Well-Groomed Bride, regia di Sidney Lanfield (1946)
- Orgasmo (Suspense), regia di Frank Tuttle (1946)
- The Last Crooked Mile, regia di Philip Ford (1946)
- Perdutamente (Humoresque), regia di Jean Negulesco (1946)
- The Lone Wolf in Mexico, regia di D. Ross Lederman (1947)
- La donna di fuoco (Ramrod), regia di André De Toth (1947)
- Sparo per uccidere (Shoot to Kill), regia di William Berke (1947)
- Carnevale in Costarica (Carnival in Costa Rica), regia di Gregory Ratoff (1947)
- A Likely Story, regia di H.C. Potter (1947)
- The Trouble with Women, regia di Sidney Lanfield (1947)
- Robin Hood of Monterey, regia di Christy Cabanne (1947)
- Avventura in Brasile (Road to Rio), regia di Norman Z. McLeod (1947)
- Capitano Casanova (Adventures of Casanova), regia di Roberto Gavaldón (1948)
- Angels' Alley, regia di William Beaudine (1948)
- La casa dei nostri sogni (Mr. Blandings Builds His Dream House), regia di H.C. Potter (1948)
- Mr. Reckless, regia di Frank McDonald (1948)
- Gypsy Holiday, regia di Francisco Day (1948) - corto
- Giovanna d'Arco (Joan of Arc), regia di Victor Fleming (1948)
- Viso pallido (The Paleface), regia di Norman Z. McLeod (1948)
- La sconfitta di satana (Alias Nick Beal), regia di John Farrow (1949)
- La maschera dei Borgia (Bride of Vengeance), regia di Mitchell Leisen (1949)
- Seguimi in silenzio (Follow Me Quietly), regia di Richard Fleischer (1949)
- Il re dell'Africa (Mighty Joe Young), regia di Ernest B. Shoedsack (1949)
- La corda di sabbia (Rope of Sand), regia di William Dieterle (1949)
- Dora bambola bionda! (Oh, You Beautiful Doll), regia di John M. Stahl (1949)
- L'ispettore generale (The Inspector General), regia di Henry Koster (1949)
- Chimere (Young Man with a Horn), regia di Michael Curtiz (1950)
- Colpevole di tradimento (Guilty of Treason), regia di Felix E. Feist (1950)
- La regina dei tagliaborse (I Was a Shoplifter), regia di Charles Lamont (1950)
- Le avventure di Capitan Blood (Fortunes of Captain Blood), regia di Gordon Douglas (1950)
- L'aquila del deserto (The Desert Hawk), regia di Frederick de Cordova (1950)
- Flame of Stamboul, regia di Ray Nazarro (1951)
- Il grande Caruso (The Great Caruso), regia di Richard Thorpe (1951)
- Pelle di rame (Jim Thorpe -- All-American), regia di Michael Curtiz (1951)
- Gli amori di Cristina (A Millionaire for Christy), regia di George Marshall (1951)
- Elena paga il debito (The Lady Pays Off), regia di Douglas Sirk (1951)
- L'avventuriera di Tangeri (My Favorite Spy), regia di Norman Z. McLeod (1951)
- Questi dannati quattrini (Double Dynamite), regia di Irving Cummings (1951)
- Telefonata a tre mogli (Phone Call from a Stranger) (1952)
- Viva Zapata!, regia di Elia Kazan (1952)
- Neve rossa (On Dangerous Ground), regia di Nicholas Ray e, non accreditata, Ida Lupino (1952)
- Operazione Cicero (5 Fingers), regia di Joseph L. Mankiewicz (1952)
- The Fabulous Senorita, regia di R.G. Springsteen (1952)
- La dominatrice del destino (With a Song in My Heart), regia di Walter Lang (1952)
- La croce di diamanti (Mara Maru), regia di Gordon Douglas (1952)
- Corriere diplomatico (Diplomatic Courier), regia di Henry Hathaway (1952)
- South Pacific Trail, regia di William Witney (1952)
- Aprile a Parigi (April in Paris), regia di David Butler (1952)
- Il ritorno dei vendicatori (The Bandits of Corsica), regia di Ray Nazarro (1953)
- Chiamatemi Madame (Call Me Madam), regia di Walter Lang (1953)
- Prigionieri della città deserta (Split Second), regia di Dick Powell (1953)
- La mia legge (I, the Jury), regia di Harry Essex (1953)
- La spada del deserto (Prisoners of the Casbah), regia di Richard L. Bare (1953)
- Killer Ape, regia di Spencer Gordon Bennet (1953)
- Il tesoro del Rio delle Amazzoni (Jivaro), regia di Edward Ludwig (1954)
- Il mostro della laguna nera (Creature from the Black Lagoon), regia di Jack Arnold (1954)
- La grande notte di Casanova (Casanova's Big Night), regia di Norman Z. McLeod (1954)
- Desperado (The Desperado), regia di Thomas Carr (1954)
- Il passo dei Comanches (Thunder Pass), regia di Frank McDonald (1954)
- I desperados della frontiera (Four Guns to the Border), regia di Richard Carlson (1954)
- Anonima delitti (New York Confidential), regia di Russell Rouse (1955)
- La vendetta del mostro (Revenge of the Creature), regia di Jack Arnold (1955)
- Secondo amore (All That Heaven Allows), regia di Douglas Sirk (1955)
- Tarantola (Tarantula), regia di Jack Arnold (1955)
- La baia dell'inferno (Hell on Frisco Bay), regia di Frank Tuttle (1955)
- La saga dei comanches (Comanche), regia di George Sherman (1956)
- La storia del generale Houston (The First Texan), regia di Byron Haskin (1956)
- Confidential: anonima scandali (Scandal Incorporated), regia di Edward Mann (1956)
- L'uomo dalla forza bruta (The Wild Party), regia di Harry Horner (1956)
- Nel tempio degli uomini talpa (The Mole People), regia di Virgil W. Vogel (1956)
- 10.000 camere da letto (Ten Thousand Bedrooms), regia di Richard Thorpe (1957)
- Il forte delle amazzoni (The Guns of Fort Petticoat), regia di George Marshall (1957)
- Les Girls, regia di George Cukor (1957)
- Outcasts of the City, regia di Boris Petroff (1958)
- Acque profonde (The Deep Six), regia di Rudolph Maté (1958)
- La signora prende il volo (The Lady Takes a Flyer), regia di Jack Arnold (1958)
- Furia selvaggia (The Left Handed Gun), regia di Arthur Penn (1958)
- I fuorilegge della polizia (The Case Against Brooklyn), regia di Paul Wendkos (1958)
- Arriva Jesse James (Alias Jesse James), regia di Norman Z. McLeod (1959)
- Agente federale (Pier 5, Havana), regia di Edward L. Cahn (1959)
- Guerra di gangster (The Purple Gang), regia di Frank McDonald (1959)
- Il letto di spine (The Bramble Bush), regia di Daniel Petrie (1960)
- Il sindacato del vizio (Vice Raid), regia di Edward L. Cahn (1960)
- Can-Can, regia di Walter Lang (1960)
- L'oro dei sette santi (Gold of the Seven Saints), regia di Gordon Douglas (1961)
- Frontiera indiana (Frontier Uprising), regia di Edward L. Cahn (1961)
- Va nuda per il mondo (Go Naked in the World), regia di Ranald McDougall (1961)
- Atlantide continente perduto (Atlantis, the Lost Continent), regia di George Pal (1961)
- I quattro cavalieri dell'Apocalisse (The Four Horsemen of the Apocalypse), regia di Vincente Minnelli (1962)
- I selvaggi della prateria (The Wild Westerners), regia di Oscar Rudolph (1962)
- The Three Stooges in Orbit, regia di Edward Bernds (1962)
- Cento ragazze e un marinaio (Girls! Girls! Girls!), regia di Norman Taurog (1962)
- Il cavaliere della valle d'oro (California), regia di Hamil Petroff (1963)
- The Madmen of Mandoras, regia di David Bradley (1963)
- Ballad of a Gunfighter, regia di Bill Ward (1964)
- Dawn of Victory (1966) - corto
- Jesse James Meets Frankenstein's Daughter, regia di William Beaudine (1966)
- Gioco mortale (Let's Kill Uncle), regia di William Castle (1966)
- Il fantasma ci sta (The Spirit Is Willing), regia di William Castle (1967)

### Televisione
- Dick Tracy – serie TV, 2 episodi (1950)
- Stars Over Hollywood – serie TV, un episodio (1951)
- Family Theatre – serie TV, 2 episodi (1951)
- China Smith – serie TV, 4 episodi (1952)
- The Living Bible – serie TV (1952)
- The Unexpected – serie TV, un episodio (1952)
- Sky King – serie TV, un episodio (1952)
- Missione pericolosa (Dangerous Assignment) – serie TV, 4 episodi (1952)
- I'm the Law – serie TV, un episodio (1953)
- The New Adventures of China Smith – serie TV, 4 episodi (1954)
- The Public Defender – serie TV, un episodio (1954)
- The Colgate Comedy Hour – serie TV, un episodio (1954)
- Topper – serie TV, episodio 1x25 (1954)
- The George Burns and Gracie Allen Show – serie TV, 2 episodi (1953-1954)
- Moby Dick – film TV (1954)
- Rocky Jones, Space Ranger – serie TV, 2 episodi (1954)
- Waterfront – serie TV, 2 episodi (1954)
- Il cavaliere solitario (The Lone Ranger) – serie TV, 2 episodi (1950-1954)
- Treasury Men in Action – serie TV, un episodio (1954)
- Lux Video Theatre – serie TV, un episodio (1954)
- Meet Mr. McNutley – serie TV, un episodio (1954)
- The Adventures of Falcon – serie TV, un episodio (1954)
- Sheena: Queen of the Jungle – serie TV, un episodio (1955)
- Stage 7 – serie TV, episodio 1x09 (1955)
- Four Star Playhouse – serie TV, 4 episodi (1953-1955)
- The Eddie Cantor Comedy Theater – serie TV, episodio 1x15 (1955)
- Passport to Danger – serie TV, 2 episodi (1954-1955)
- Le avventure di Gene Autry (The Gene Autry Show) – serie TV, un episodio (1955)
- Chevron Hall of Stars – serie TV, un episodio (1956)
- Crossroads – serie TV, episodio 1x19 (1956)
- Climax! – serie TV, 2 episodi (1954-1956)
- Crusader – serie TV, episodio 1x27 (1956)
- December Bride – serie TV, un episodio (1956)
- Combat Sergeant – serie TV, episodio 1x08 (1956)
- The Adventures of Jim Bowie – serie TV, un episodio (1956)
- Il conte di Montecristo (The Count of Monte Cristo) – serie TV, un episodio (1956)
- The Millionaire – serie TV, un episodio (1956)
- Cavalcade of America – serie TV, un episodio (1956)
- Conflict – serie TV, episodio 1x08 (1956)
- Ride the High Iron – film TV (1956)
- Hey, Jeannie! – serie TV, un episodio (1957)
- Avventure in elicottero (Whirlybirds) – serie TV, un episodio (1957)
- 77º Lancieri del Bengala (Tales of the 77th Bengal Lancers) – serie TV, episodio 1x16 (1957)
- The Ford Television Theatre – serie TV, 2 episodi (1956-1957)
- Le avventure di Rin Tin Tin (The Adventures of Rin Tin Tin) – serie TV, 2 episodi (1955-1957)
- On Trial – serie TV, un episodio (1957)
- The Lucy-Desi Comedy Hour – serie TV, un episodio (1957)
- Tombstone Territory – serie TV, un episodio (1957)
- Sugarfoot – serie TV, episodio 1x06 (1957)
- Telephone Time – serie TV, episodi 1x17-3x16 (1956-1957)
- Broken Arrow – serie TV, 3 episodi (1957-1958)
- Matinee Theatre – serie TV, un episodio (1958)
- Studio 57 – serie TV, un episodio (1958)
- The Restless Gun – serie TV, episodio 1x29 (1958)
- Jane Wyman Presents The Fireside Theatre – serie TV, un episodio (1958)
- Tales of Wells Fargo – serie TV, 2 episodi (1957-1958)
- Alcoa Theatre – serie TV, 2 episodi (1957-1958)
- Maverick – serie TV, episodio 2x09 (1958)
- The Ann Sothern Show – serie TV, un episodio (1958)
- Goodyear Theatre – serie TV, episodio 2x08 (1959)
- Behind Closed Doors – serie TV, un episodio (1959)
- Border Patrol – serie TV, un episodio (1959)
- Death Valley Days – serie TV, un episodio (1959)
- David Niven Show (The David Niven Show) – serie TV, episodio 1x03 (1959)
- Il tenente Ballinger (M Squad) – serie TV, un episodio (1959)
- Lawman – serie TV, un episodio (1959)
- Westinghouse Desilu Playhouse – serie TV, episodio 1x24 (1959)
- The Texan – serie TV, episodio 2x04 (1959)
- World of Giants – serie TV, un episodio (1959)
- Richard Diamond (Richard Diamond, Private Detective) – serie TV, 2 episodi (1959)
- Tightrope – serie TV, episodio 1x11 (1959)
- Johnny Midnight – serie TV, un episodio (1960)
- Wichita Town – serie TV, episodio 1x19 (1960)
- Ricercato vivo o morto (Wanted: Dead or Alive) – serie TV, episodio 2x25 (1960)
- The Gale Storm Show: Oh, Susanna! – serie TV, 2 episodi (1958-1960)
- Markham – serie TV, 3 episodi (1959-1960)
- General Electric Theater – serie TV, 3 episodi (1958-1960)
- Hong Kong – serie TV, episodio 1x14 (1961)
- Disneyland – serie TV, 3 episodi (1958-1961)
- Laramie – serie TV, un episodio (1961)
- Zorro – serie TV, 15 episodi (1957-1961)
- Letter to Loretta – serie TV, un episodio (1961)
- Avventure in fondo al mare (Sea Hunt) – serie TV, un episodio (1961)
- Perry Mason – serie TV, un episodio (1961)
- Follow the Sun – serie TV, episodio 1x12 (1961)
- Cheyenne – serie TV, 3 episodi (1956-1962)
- Gli uomini della prateria (Rawhide) – serie TV, episodio 4x14 (1962)
- Lassie – serie TV, 2 episodi (1957-1962)
- Shannon – serie TV, un episodio (1962)
- Corruptors (Target: The Corruptors) – serie TV, episodio 1x31 (1962)
- Dennis the Menace – serie TV, un episodio (1962)
- Gli intoccabili (The Untouchables) – serie TV, un episodio (1963)
- Have Gun - Will Travel – serie TV, 2 episodi (1962-1963)
- The Third Man – serie TV, un episodio (1963)
- The Andy Griffith Show – serie TV, un episodio (1963)
- Carovane verso il West (Wagon Train) – serie TV, 6 episodi (1958-1963)
- Il virginiano (The Virginian) – serie TV, episodio 2x13 (1963)
- Bonanza – serie TV, 3 episodi (1960-1964)
- The Bill Dana Show – serie TV, 3 episodi (1964)
- Make Room for Daddy – serie TV, un episodio (1964)
- La grande avventura (The Great Adventure) – serie TV, un episodio (1964)
- Un equipaggio tutto matto (McHale's Navy) – serie TV, un episodio (1964)
- The Fisher Family – serie TV, un episodio (1964)
- The Beverly Hillbillies – serie TV, un episodio (1964)
- Jonny Quest – serie TV, 3 episodi (1964)
- The Lucy Show – serie TV, un episodio (1964)
- My Living Doll – serie TV, episodio 1x16 (1965)
- Gunsmoke – serie TV, un episodio (1965)
- Polvere di stelle (Bob Hope Presents the Chrysler Theatre) – serie TV, un episodio (1965)
- Vacation Playhouse – serie TV, un episodio (1965)
- Daniel Boone – serie TV, un episodio (1965)
- La legge di Burke (Burke's Law) – serie TV, 2 episodi (1965)
- Get Smart – serie TV, episodio 1x10 (1965)
- La famiglia Addams (The Addams Family) – serie TV, un episodio (1966)
- Le spie (I Spy) – serie TV, episodio 1x19 (1966)
- Tre nipoti e un maggiordomo (Family Affair) – serie TV, episodio 1x08 (1966)
- They Saved Hitler's Brain – film TV (1968)

## Doppiatori italiani
Nelle versioni in italiano delle opere in cui ha recitato, Nestor Pavia è stato doppiato da:
- Luigi Pavese ne Il mostro della laguna nera, Nel tempio degli uomini talpa
- Olinto Cristina in L'aquila del deserto
- Carlo Romano ne Il grande Caruso
- Cesare Polacco in La vendetta del mostro
- Mario Besesti in La baia dell'inferno
- Nino Bonanni in Zorro (1ª voce)
- Gino Baghetti in Zorro (2ª voce)
- Guido Celano in Zorro (3ª voce)
- Sandro Iovino in Zorro (ep. 1x10-1x12 ridoppiaggio)
- Silvio Anselmo in Zorro (ridoppiaggio)